# Лонха де ла Седа
Льотжа де ла Седа (на валенсиански: Llotja de la Seda; на испански: Lonja de la Seda; букв. – „обмен на коприна“) е готическа сграда във Валенсия, Испания, първоначално използвана за търговия с коприна.
Сградата е включена в списъка на ЮНЕСКО за световно наследство и е популярна туристическа атракция в града.

## История
Построена е от 1482 до 1548 г. Съставена е от 3 части. Основната зала (Sala de Contratació – Залата за сделки) е голямо и украсено помещение, поддържано от извиващи се колони. Това е бил финансовият център на Лонха, където търговците са сключвали сделки. Страничното крило представлява павилион и е изпълнявал функцията на седалище на първия морски търговски трибунал в Испания (Tribunal del Mar). Първите два етажа са заети от залите с основни функции, като тяхната първоначална мебелировка все още запазена. Понякога, Трибуналът е затварял търговци с неизплатени дългове в централната кула на Лонха – третата част на сградата.
Зад сегашната сграда е имало и по-ранна такава от 14 век, която се е наричала Льотжа де л'Оли (на валенсийски: Llotja de l’Oli; на испански: Lonja del Aceite; букв. – „обмен на мазнина“). Използвала се е на само за търговия със селскостопански мазнини, но и за всякакъв вид бизнес. Там още от 1348 г. се търгува с видове коприна. Търговският просперитет на Валенсия достига връх през 15 век, което води до построяването на нова сграда.
Дизайнът на новата Лонха на Валенсия произлиза от подобна сграда в Палма де Майорка, построена от архитекта Гийем Сагрера през 1448 г. Архитектът на новата Льотжа е Пере Комте, който построява основното тяло на сградата, Залата са сделки, само за 15 години (1483 – 1498 г.). По протежение на четирите стени е запазена синя ивица със златни букви, гласяща:
| „ | Inclita domus sum annis aedificata quindecim. Gustate et videte concives quoniam bona est negotiatio, quae non agit dolum in lingua, quae jurat proximo et non deficit, quae pecuniam non dedit ad usuram eius. Mercator sic agens divitiis redundabit, et tandem vita fructur aeterna. | “ |

Според местния валенсийски учен Жоан Франсеск Мира, този надпис показва, че не е нужно да си протестант или чужденец, за да поставиш основата на добра търговия, както и показва съюза на етиката и икономиката. Другите постройки и украшения се строят до 1548 г., като например Консулството на морето (Consolat del Mar), ренесансова сграда, прилепена до Лонха.
В следващите векове, Льотжа функционира като място за обмен на коприна.
През 1996 г. ЮНЕСКО признава сградата за обект на световното културно и природно наследство, тъй като е от „изключителна универсална стойност и образец на светска сграда в късен готически стил, която драматично илюстрира силата и богатството на един от великите средиземноморски търговски градове“.

## Галерия
- Залата за сделки.
- Някои от водоливниците на Лонха де ла Седа.
- Гербът на Кралство Валенсия върху Лонха.
- Входът към сградата.
- Изглед към вътрешния двор с портокалови дървета.
- Лонха към 1870 г.